# Rabnaträsket
Rabnaträsket är en sjö i Sorsele kommun i Lappland och ingår i Umeälvens huvudavrinningsområde. Sjön har en area på 0,724 kvadratkilometer och ligger 439,9 meter över havet. Sjön avvattnas av vattendraget Lolokbäcken (Gäddtjärnbäcken).

## Delavrinningsområde
Rabnaträsket ingår i det delavrinningsområde (728392-155626) som SMHI kallar för Mynnar i Lolokbäcken. Medelhöjden är 481 meter över havet och ytan är 50,12 kvadratkilometer. Det finns inga avrinningsområden uppströms utan avrinningsområdet är högsta punkten. Lolokbäcken (Gäddtjärnbäcken) som avvattnar avrinningsområdet har biflödesordning 4, vilket innebär att vattnet flödar genom totalt 4 vattendrag innan det når havet efter 355 kilometer. Avrinningsområdet består mestadels av skog (85 procent) och sankmarker (11 procent). Avrinningsområdet har 0,72 kvadratkilometer vattenytor vilket ger det en sjöprocent på 1,4 procent.